# Marie Wright
Marie Wright (Moose Jaw, 9 de mayo de 1960) es una jugadora de curling en silla de ruedas canadiense. Ayudó a Canadá a ganar una medalla de bronce en los Juegos Paralímpicos de Invierno de 2018 en Corea del Sur en 2018.

## Biografía
Wright nació el 9 de mayo de 1960 en Moose Jaw, Saskatchewan. El 20 de agosto de 1988, junto a dos de sus hijas, su sobrina y sobrino sufrieron un accidente automovilístico. Quedó parapléjica y una de sus hijas con una grave lesión en la cabeza. Su esposo la dejó dos años después y ella crio a sus cuatro hijas sola.

## Carrera
Comenzó a practicar curling en 2008 y jugó para el equipo Saskatchewan en su primer campeonato canadiense de curling en silla de ruedas. En dos años, logró su certificación de Oficio de Nivel 1 y fue voluntaria en la competencia de curling de los Juegos de Invierno de Saskatchewan 2010 como temporizadora. Durante el Campeonato canadiense de curling en silla de ruedas de 2012, ayudó al equipo Saskatchewan a ganar su primer título nacional en silla de ruedas.
Compitió con el equipo Saskatchewan en el Campeonato canadiense de curling en silla de ruedas 2016 y 2017. El 8 de diciembre de 2017, fue incluida en la lista del Equipo de Canadá para los Juegos Paralímpicos de Invierno de 2018. Ayudó a su equipo a llevarse a casa una medalla de bronce en una victoria sobre Corea del Sur el 17 de marzo de 2018. Más tarde ese año, se convirtió en la primera mujer en ganar un título nacional de silla de ruedas cuando el Equipo Saskatchewan se fue 11-0 para ganar el Campeonato Canadiense de Curling en Silla de Ruedas 2018. Durante el verano, entrenó a un equipo de softball femenino en la Liga Moose Jaw Minor Girls Fastball.
El 16 de enero de 2019, fue nuevamente incluida en la lista del Equipo Saskatchewan para el Campeonato Mundial de Curling en Silla de Ruedas 2019, donde el equipo terminó quinto.